# Japonia na Letnich Igrzyskach Olimpijskich 1936
Na Letnich Igrzyskach Olimpijskich 1936 reprezentowało Japonię 220 sportowców (201 mężczyzn i 19 kobiet) w 80 dyscyplinach. Następne igrzyska miały się obyć w Tokio, ale Japonia wycofała się z ich organizacji, w związku z jej zaangażowaniem w wojnę na terenach Azji.

## Medaliści
| Medal  | Nazwisko                                                      | Sport         | Konkurencja                     |
| ------ | ------------------------------------------------------------- | ------------- | ------------------------------- |
| Złoto  | Naoto Tajima                                                  | Lekkoatletyka | Mężczyźni, trójskok             |
| Złoto  | Sohn Kee-chung                                                | Lekkoatletyka | Mężczyźni, maraton              |
| Złoto  | Shigeo Arai, Shigeo Sugiura, Masaharu Taguchi i Masanori Yusa | Pływanie      | Mężczyźni, 4x200 m kraulem      |
| Złoto  | Noboru Terada                                                 | Pływanie      | Mężczyźni, 1500 m styl dowolny  |
| Złoto  | Tetsuo Hamuro                                                 | Pływanie      | Mężczyźni, 200 m styl klasyczny |
| Złoto  | Hideko Maehata                                                | Pływanie      | Kobiety, 200 m styl klasyczny   |
| Srebro | Shūhei Nishida                                                | Lekkoatletyka | Mężczyźni, skok o tyczce        |
| Srebro | Masao Harada                                                  | Lekkoatletyka | Mężczyźni, trójskok             |
| Srebro | Masanori Yusa                                                 | Pływanie      | Mężczyźni, 100 m styl dowolny   |
| Srebro | Shunpei Uto                                                   | Pływanie      | Mężczyźni, 400 m styl dowolny   |
| Brąz   | Naoto Tajima                                                  | Lekkoatletyka | Mężczyźni, skok w dal           |
| Brąz   | Sueo Ōe                                                       | Lekkoatletyka | Mężczyźni, skok o tyczce        |
| Brąz   | Nam Sung-yong                                                 | Lekkoatletyka | Mężczyźni, maraton              |
| Brąz   | Masaji Kiyokawa                                               | Pływanie      | Mężczyźni, 100 m styl klasyczny |
| Brąz   | Reizo Koike                                                   | Pływanie      | Mężczyźni, 200 m styl klasyczny |
| Brąz   | Shigeo Arai                                                   | Pływanie      | Mężczyźni, 100 m styl dowolny   |
| Brąz   | Shozo Makino                                                  | Pływanie      | Mężczyźni, 400 m styl dowolny   |
| Brąz   | Shunpei Uto                                                   | Pływanie      | Mężczyźni, 1500 m styl dowolny  |